# Nakhitchevan Tepe
 (juillet 2019).
Le contenu est difficilement compréhensible vu les erreurs de traduction, qui sont peut-être dues à l'utilisation d'un logiciel de traduction automatique.
Nakhitchevan Tepe est une ancienne ville située dans la ville de Nakhitchevan, dans la république autonome de Nakhitchevan, en Azerbaïdjan. La ville est située au sommet d'une colline naturelle de la vallée de Nakhitchevanchay. L'occupation du site date au moins de 5000 av. J.-C.

## Recherche
Les recherches archéologiques à Nakhitchevan Tepe sous la direction de Veli Bakhshaliyev, de la branche du Nakhitchevan de Académie nationale des sciences d'Azerbaïdjan ont commencé en 2017.
L'existence de liens entre les cultures du Caucase du Sud et du Moyen-Orient (y compris la Mésopotamie) attire l'attention des chercheurs depuis de nombreuses années. Des chercheurs comme RM Munchayev, OA Abibullayev, IG Narimanov, TI Akhundov et d’autres ont parlé de la propagation et de la répartition des cultures du Moyen-Orientt vers le Caucase du Sud. Bien que des découvertes distinctes aient validé l’existence de ces liens, ils ont été confirmés par un complexe de matériaux archéologiques, notamment de Nakhitchevan Tepe, caractérisé par les céramiques de Dalma Tepe, un assemblage culturel qui a été découvert pour la première fois dans le Caucase du Sud sur ce site.
Les premiers habitants de Nakhitchevan Tepe ont construit des pièces partiellement creusées dans le sol et partiellement construites en briques de boue. Des pièces de ce type ont également été découvertes lors des fouilles des sites archéologiques de Ovcular Tepesi et de Yeni Yol[pas clair]. Les restes de charbon de bois sont rares, malgré des accumulations abondantes de cendres. Cela démontre que le bois était très rarement utilisé comme combustible. La majorité des matériaux archéologiques du site sont des poteries et des éclats d'obsidienne, mais il existe également quelques outils. Les articles les plus rares trouvés sont une meule, un silex et un outil en os. La majorité des outils sont en obsidienne, y compris quelques lames pour faucilles, qui donnent des informations sur le caractère de l’économie.
Les os d'animaux montrent que les habitants possèdent généralement de petits élevages. La chasse occupe une place insignifiante dans l'économie. Les os de chevaux et de chiens sont retrouvés par des uniques exemplaires. Aucun reste botanique n'a été trouvé. Dans les différentes couches de peuplement, les restes de charbon de bois sont insignifiants et le nettoyage des restes de cendre de divers foyers n'a donné aucun résultat. Les archéologues espèrent que ce type de recherche révélera à l'avenir des informations sur l'économie de Nakhitchevan Tepe.

## Poterie
La poterie est généralement caractéristique de la première moitié du Ve millénaire av. J.-C. Le charbon de l'horizon inférieur a été daté de 4945 av. La poterie est généralement caractérisée par la céramique peinte et imprimée de Dalma Tepe. À l’exception des découvertes uniques, aucun autre complexe complet de ces céramiques n’a été révélé dans le Caucase du Sud. Par conséquent, la poterie de la colonie de Nakhitchevan Tepe a une grande valeur pour l’étude de la culture de l’âge chalcolithique de la région.
Les céramiques peuvent être divisées en deux périodes basées sur la stratigraphie de la colonie. Cependant, les deux groupes coïncident dans une certaine mesure en termes de technologie de production et d'ornementation. Les céramiques ont été produites principalement par la méthode de la bobine, avec l'application de deux couches d'argile de potier l'une à l'autre. Une fine couche d'argile recouvrait la surface de certains vaisseaux. Cela a été fait dans certains cas pour changer la couleur et, dans d'autres cas, à des fins ornementales. Certains produits étaient ornés d'empreintes de doigts, qui sont parfois mal exécutées et mélangées. Les empreintes digitales sont restées après avoir été collées dans la fine couche d'argile supérieure. Cette méthode de revêtement a également été utilisée dans la restauration et la réparation de céramiques. La poterie est généralement faite avec des inclusions de paillettes et cuite à différentes nuances de rouge. La poterie avec inclusion de sable est représentée par une copie unique. grisles marchandises sont également représentées par une seule pièce.
La poterie de l'horizon supérieur appartient à la première période. Comme cela a déjà été décrit, cet horizon est caractérisé par une architecture rectangulaire. Les produits céramiques de cet horizon peuvent être divisés en six groupes: poterie simple, céramique peinte, poterie peinte en rouge sans ornement, céramique avec ornements imprimés comprenant des empreintes du bout des doigts, poterie ornée du cachet du bord d'un outil et poterie décorée avec un ornement de bord sous la forme de bandes horizontales.
En 2010-2016, de nouveaux monuments de l'âge chalcolithique ont été signalés dans les vallées de Nakhitchevanchay et de Sirabçay. Ensemble avec Nakhitchevan Tepe, ceux-ci peuvent être utilisés pour spécifier une période de monuments de l'âge chalcolithique du Caucase du Sud. Le complexe céramique de Nakhitchevan Tepe est très similaire à celui de Dalma Tepe. Les types de céramiques peintes du Dalma Tepe sont connus dans les colonies de peuplement d'Uzun oba et d'Uçan ağıl. Les céramiques imprimées ont été attestées à Uçan ağıl par un seul exemplaire, mais n’ont pas été retrouvées dans d’autres localités. Des céramiques similaires ont également été retrouvées dans des exemplaires isolés de monuments du Karabakh. Les monuments du bassin du lac Urmia utilisent généralement l'obsidienne Syunik

## Les colonies de Nakhitchevan
L'obsidienne Gokche généralement utilisée dans le bassin du lac dans l'actuel Sevan. Même si Syunik est plus proche de Nakhitchevan que de Gokche, l'obsession de Syunik n'est pas courante à Nakhitchevan. Apparemment, la tribu occupant le bassin du lac Urmia avait des liens avec les dépôts d'obsidienne des montagnes Zangezur par l'intermédiaire des tribus de Nakhitchevan. La récente récupération d'un marteau en pierre dans la vallée de Nakhitchevanchay avec des restes de cuivre prouve que les liens entre ces tribus et les montagnes de Zangezur étaient non seulement pour des gisements d'obsidienne, mais également pour des gisements de cuivre.
Les céramiques de Dalma Tepe ont été explorées pour la première fois lors de la fouille de Charles Burney en 1959 lors de la découverte du même nom, puis en 1961 à Cuyler Young. céramiques similaires ont été découverts des colonies de Hasanlu, Haji-Firuz, et Tepe Seavan. Des céramiques de Dalma Tepe ont été découvertes en Iran et en Irak, ainsi que des typiques Halaf et Obeid.céramique. Des céramiques similaires ont été découvertes sur les monuments des monts Zagros, notamment dans les colonies de la vallée de Kangavar, comme Seh Gabi B. et Godin Tepe. De nombreuses céramiques Dalma Tepe ont également été trouvées dans la vallée de Mahidasht parmi les matériaux de surface de 16 agglomérations. Parmi ces monuments se trouvent la colonie de Tepa Siahbid, Choga Maran et Tepe Kuh. La céramique Dalma Tepe était très répandue parmi les matériaux superficiels de Tepe Kuh. Des céramiques similaires ont également été trouvées en Irak dans les colonies de Djebel, Kirkouk, Tell Abada, Kheit Qasim et Yorgan Tepe. Ces céramiques ont également prévalu dans la vallée de Kangavar, mais dans la vallée de Mahidasht, le pourcentage de céramiques de Dalma Tepe a très fortement diminué. Alors que dans la vallée de Kangavar, ces céramiques représentaient 68%, à Mahidasht, le nombre était de 24%. Cela montre que ce type de céramique s'est amoindri au sud. Bien que l'on supposât auparavant que des céramiques similaires étaient répandues au sud et à l'ouest du bassin du lac Urmia, il est maintenant connu que des céramiques similaires étaient également présentes au nord du lac Urmia et à Nakhitchevan. Sur le territoire de l'Azerbaïdjan iranien, cette culture est également révélée par les colonies de Culfa Kültepe, d'Ahranjan Tepe, de Lavin Tepe, de Ghosha Tepe, d'Idir Tepeet de Baruj Tepe. Des céramiques similaires ont maintenant été découvertes dans plus de 100 monuments en Azerbaïdjan méridional. Certains de ces établissements appartenaient à des populations sédentaires, tandis que d'autres appartenaient à des tribus nomades. Selon les chercheurs, cette culture s'est développée dans le nord-ouest de l'Iran et s'est étendue de là au sud et à l'ouest du bassin du lac Urmia. L'analyse chimique des céramiques  Dalma Tepe a montré qu'elles étaient fabriquées localement.